# イクチオレステス
イクチオレステス（Ichthyolestes）は、約5,000万年前（新生代始新世初期）の水陸両域に生息していた、四つ足の哺乳動物。始原的クジラのグループであるパキケトゥス科に属する。

## 学名
属名は古代ギリシア語: ιχθυς （ichthys）「魚」と ληστης （lēstēs）「盗賊、強奪者」との合成語。
中国語名は「魚中獸」（yúzhōngshòu; ユーチョンショウ）。「中獸」は「中爪獸」の略で、以前には近縁とされていたメソニクス類のことである。

## 特徴
化石はパキスタンで発見され、1958年に記載されている。本種の生息当時この地域には遠浅のテティス海が広がっており、高温の時代にあって生物量の豊かな熱帯の海であったと考えられている。ただし、その形態から、彼らの主たる生活圏は海中ではなく水辺にあったと思われる。

陸生に適した四肢を持つ始原的なクジラのグループであるパキケトゥス科に属するイクチオレステスは、既知で最古のクジラとされるパキケトゥスに近縁で、約300万年ほど新しい。科の中では最後の種である。体の大きさはキツネ程度と、同科では最も小さい。基本的には肉食で、小動物や魚、昆虫を捕食していたと考えられる。
彼らの生きていた時代、同じ地域には、海への適応進化を一歩先へ進めたアンブロケトゥス科が既に生息していた。それはパキケトゥス科から分化したものであろうとされている。